# Зырянова, Ирина Яковлевна
Ирина Яковлевна Зырянова (укр. Ірина Яківна Зирянова; 6 июля 1949, Штендаль, Саксония-Анхальт — 20 декабря 2019, Киев) — советская и украинская спортсменка и тренер; Мастер спорта СССР по плаванию (1967), подводному спорту (1971), морскому многоборью (1974), Мастер спорта СССР международного класса (1973), судья международной категории по морскому многоборью (1996).

## Биография
Родилась 6 июля 1949 года в немецком городе Штендаль.
Окончила Киевский институт народного хозяйства (1971, ныне Киевский национальный экономический университет имени Вадима Гетьмана) и Киевский институт физической культуры (1976? ныне Национальный университет физического воспитания и спорта Украины).
Занималась спортом под руководством В. Фурманюка (плавание), З. Бермана (подводный спорт), А. Емельяненко (морское многоборье). Выступала за киевские спортивные общества «Локомотив» (1959—1966), «Буревестник» (1966—1969), СКА (1970—1973) и ДОСААФ (1973—1974).
Чемпионка 5-й Всесоюзной спартакиады по военно-техническим видам спорта в командном зачёте (1970), где установила мировые рекорды в плавании с ластами на дистанции 800 м — 9.04,08 и в эстафете 3 × 100 м — 2.41,04; чемпионка первенства Украины (1970—1972) по плаванию в ластах на дистанциях 200, 400, 800 м и в эстафетном плавании 8 × 50 м; призёрка чемпионатов Вооружённых сил СССР в плавании с ластами на дистанциях 400 и 800 м (1970—1972).
В конце своей спортивной карьеры одновременно работала тренером-преподавателем по плаванию ДСО «Локомотив» (1966—1967) и специализированной ДЮСШ № 9 (1973—1977). Затем — старшим тренером по морскому многоборью Республиканского морского спортивно-технического клуба ДОСААФ Украины (1981—1993), главным тренером сборной команды Украины по морскому многоборью (1993—1994); старшим тренером по плаванию спортивного комитета Министерства образования Украины (1994—2004).